# Elevador de Granos de Rochester
El Elevador de Granos de Rochester (en inglés, Rochester Grain Elevator), anteriormente Griggs Brothers Grain Elevator, es un elevador de granos ubicado en 303 East University Drive en Rochester, una ciudad del área metropolitana de Detroit en el estado de Míchigan (Estados Unidos). Fue incluido en el Registro Nacional de Lugares Históricos en 2010. 

## Historia
El ferrocarril de Detroit y Bay City llegó por primera vez a Rochester en 1872, y un comerciante local inmediatamente construyó un ascensor. En 1880, los hermanos Charles Kelley y Albert G. Griggs iniciaron la construcción de este ascensor para hacerle competencia. Fue un éxito tan grande que los hermanos construyeron un segundo ascensor en 1884. En 1900, los Griggs vendieron el ascensor a Erastus S. Letts, quien unos años más tarde lo vendió a Ferrin Brothers and Company, una gran empresa con sede en Rochester, la cuarta más poblada del  estado de Nueva York . En 1909, un grupo de inversores locales, incluidos Charles K. Griggs y Erastus S. Letts, formaron Rochester Elevator Company y volvieron a comprar el ascensor a Ferrin Brothers. La compañía inmediatamente comenzó a expandir y mejorar el elevador, probablemente moviendo edificios previamente existentes en su lugar y uniéndolos al elevador 1880.
El elevador de Rochester volvió a cambiar de propietario en 1913, en 1922 y en 1930. En 1932, el empresario local Lewis Cass Crissman lo compró, entregando la operación a su hijo, L. Keith Crissman, quien lo compró él mismo en 1942. Se vendió de nuevo en 1952, 1956 y 1962, y Lawrence Smith finalmente se hizo cargo de su funcionamiento. Sin embargo, en la década de 1960, la demanda de elevadores disminuyó rápidamente y el transporte marítimo se convirtió en una parte menor del negocio. Smith hizo la transición de la compañía a un punto de venta minorista de alimentos y semillas y de suministros para el hogar y el jardín, y continuó operando hasta bien entrado el siglo XXI.

## Descripción
El elevador de grano de Rochester tiene estructura de madera de dos y tres pisos, compuesto por tres edificios independientes pero interconectados. Las tres porciones tienen aproximadamente la misma longitud y están unidas de extremo a extremo. 
El edificio central es el ascensor Griggs Brothers original de 1880. Es una estructura de madera de dos pisos sobre una base de piedra de campo, cubierta con un revestimiento de madera de listones y tablas, con un techo a dos aguas cubierto con tejas de asfalto.
La sección sur es un edificio con estructura de tablones de dos pisos que se trasladó al sitio en 1909. Tiene un revestimiento vertical de madera aserrada en bruto y techo a dos aguas cubierto con tejas de asfalto y se asienta sobre una base de bloques de concreto.
La sección norte es por su parte un edificio de estructura de madera de tres pisos revestido con revestimiento de madera en dos lados y revestimiento de madera vertical aserrada en los otros dos. Tiene un techo abuhardillado cubierto con tejas de asfalto y se asienta sobre una base de hormigón vertido. Esta sección probablemente se construyó a partir de un edificio cercano que se rescató en 1909 y se unió al original.
Toda la estructura está pintada de rojo granero. La fachada a la calle tiene dos accesos públicos cubiertos por un toldo de metal corrugado, que recorre todo el edificio. Una pequeña adición con techo de cobertizo está en un extremo. La fachada en el extremo que da a la unidad universitaria tiene letreros publicitarios pintados directamente en el revestimiento.